# Széles a Duna, keskeny a partja
A Széles a Duna, keskeny a partja kezdetű párosító éneket Ádám Jenő gyűjtötte a Nógrád vármegyei Nógrádmegyeren 1928-ban. Ugyanő Somogy vármegyében is feljegyezte.
A Magyar népdaltípusok példatára a  Széles a Duna kezdetű daloknak tíz főváltozatát, a hatodiknak négy alváltozatát ismeri; az e szócikkbeli változat nem található meg benne.
Feldolgozások:
| Szerző         | Mire              | Mű            | Előadás |
| -------------- | ----------------- | ------------- | ------- |
| Bárdos Lajos   | vegyeskar         | Széles a Duna | [ 5 ]   |
| Kócziás György | négykezes zongora | Széles a Duna | [ 6 ]   |

## Kotta és dallam
| Széles a Duna, keskeny a partja. Nincs olyan legény, ki átugorja. Géczi Imre átugrotta, sáros lett a cipősarka, ez ám a legény! | Ne gondold, Imre, hogy mindig így lesz. Majd ha a kuckóban öt- hat gyerek lesz. Csörög a sarkantyú, csipog a sok rajkó, kenyér kell annak! |

## Felvételek
- Széles a Duna. Terry Williams  YouTube (2014. március 13.)  (Hozzáférés: 2016. május 2.) (videó) bendzsó